# Heinrich Johann Nepomuk von Crantz
Heinrich Johann Nepomuk Edler von Crantz, född 25 november 1722 i Roodt-sur-Eisch i Luxemburg, död 18 januari 1797 i Oberzeiring i Steiermark, var en österrikisk läkare och botaniker.
Auktorsnamnet Crantz kan användas för Heinrich Johann Nepomuk von Crantz i samband med ett vetenskapligt namn inom botaniken; se Wikipediaartiklar som länkar till auktorsnamnet.